# Holocryptis ussuriensis
Holocryptis ussuriensis är en fjärilsart som beskrevs av Hans Rebel 1901. Holocryptis ussuriensis ingår i släktet Holocryptis och familjen nattflyn. Inga underarter finns listade i Catalogue of Life.